# 経済情報ステーション
経済情報ステーション（けいざいじょうほう・ステーション）は、ラジオたんぱ第2放送で1988年4月1日-2002年3月29日の14年間、8時-21時（中断時間あり）にわたり放送された経済情報を軸とした総合報道番組である。

## 概要
この枠は1983年4月1日から1988年3月31日の5年間放送された「ニュースTODAY」という番組のリニューアル版で、大阪・名古屋の証券取引所の株式市況中継、商品先物市況中継や経済関連ニュースをベースに、随時日本経済新聞社協賛による一般ニュース、音楽、文化の情報などを提供していた。
今回の番組では放送時間を大幅に拡大し、17時で一旦終了した後、18時-21時にもニュース・音楽を随時編成。祝日も「ホリデー情報ステーション」と題してほぼ同じ時間にニュース・生活情報などを放送していた。
その後バブル崩壊による景気の低迷や、BSデジタル放送のビー・エス・コミュニケーションズの開始などによる事業拡大の失敗による経営悪化などを理由に、2002年3月29日をもって平日の第2放送を原則休止（中央競馬の変則開催など、特例で開局する場合あり）としたため、1963年9月2日の第2放送開始当初から38年半余にわたった市況放送の2チャンネル分割放送は一旦終了となり、以後一旦は第1放送だけとなったが、2006年4月3日より2チャンネル分割放送を再開（2009年3月で分割放送廃止となるが、その後も第2放送は第1放送と同じ内容の番組を主として編成している）。
なお、CS放送（スカパー!向け）の「デジタルたんぱ」も、これまでの501・502ch別々の編成から、平日については原則同一内容（第1放送の中継放送）のみとなった。

## 派生番組
この番組が始まった1980年代後半、第1放送で平日（火曜-土曜＝プログラム上は月曜-金曜深夜）の0:30-1:30に「経済ミッドナイトエクスプレス」という番組が編成されていた。
これは1980年代前半に放送されていた「ニュース・オールナイト」→「ニュースTODAY・ミッドナイトエクスプレス」の流れを汲んだもので、経済ニュースを中心に、日経新聞の朝刊の記事紹介、デイリースポーツニュースなどを提供していた。ただ、前2番組とは異なり、1:30以後の再放送は行わず、1時間だけの放送に短縮された。その後バブル崩壊の影響を受け、深夜のオールナイトニュース放送が廃止、深夜放送の縮小へと繋がった。
| 日本短波放送（ラジオたんぱ） 東京株式市場ライブ速報生ワイド番組 （この番組まで第2放送） | 日本短波放送（ラジオたんぱ） 東京株式市場ライブ速報生ワイド番組 （この番組まで第2放送） | 日本短波放送（ラジオたんぱ） 東京株式市場ライブ速報生ワイド番組 （この番組まで第2放送） |
| 前番組                                                                                  | 番組名                                                                                  | 次番組                                                                                  |
| --------------------------------------------------------------------------------------- | --------------------------------------------------------------------------------------- | --------------------------------------------------------------------------------------- |
| ニュースTODAY (1983年4月1日～1988年3月31日)                                             | 経済情報ステーション (1988年4月1日～2002年3月29日)                                      | マーケットTODAY （2002年4月1日～2006年3月31日、第1放送）                                |

1. ↑  この間第2放送は原則放送休止。第2放送での市況放送は2006年4月3日開始の「東京マーケットLIVE!」（株価実況「プライスチャンネル」）より再開。